# Kithson Bain
Pour les articles homonymes, voir Bain.
Kithson Anthony Bain, né le 26 mai 1982, est un footballeur international grenadien. Il évolue au poste d'attaquant au sein du club du Slingerz FC (Guyana).

## Biographie
Kithson Bain joue dans le championnat grenadien et se fait remarquer lors de la Gold Cup 2009. Il signe alors en D3 anglaise au Tranmere Rovers Football Club. L'aventure ne dure qu'une saison puis il retourne au club de ses débuts. Après une nouvelle grosse performance internationale en Coupe caribéenne des nations 2010, il se fait repérer et signe pour les Carolina Railhawks en NASL.

## Carrière internationale
Pilier de la sélection grenadienne, il participe à la Coupe caribéenne des nations 2008 à la Jamaïque où Grenade atteint la finale à la surprise générale et se qualifie pour la Gold Cup 2009.
Lors de la Coupe caribéenne des nations 2010 en Martinique, il mène les Grenadiens en les demi-finale, synonyme de qualification pour la Gold Cup 2011 et obtient une récompense individuelle.

## Palmarès

### Individuel
- Digicel Golden Boot award de la Coupe caribéenne des nations 2010